# 50
 For alternative betydninger, se 50 (flertydig). (Se også artikler, som begynder med 50)
| 50                 |
| ------------------ |
| Dødsfald - Fødsler |
|                    |

| Gregoriansk kalender | 50 L                    |
| Ab urbe condita      | 803                     |
| Armensk kalender     | I/T                     |
| Kinesiske kalender   | 2746 – 2747 己酉 – 庚戌 |
| Etiopisk kalender    | 42 – 43                 |
| Jødisk kalender      | 3810 – 3811             |
| Hindukalendere       |                         |
| - Vikram Samvat      | 105 – 106               |
| - Shaka Samvat       | N/A                     |
| - Kali Yuga          | 3151 – 3152             |
| Iransk kalender      | 572 BP – 571 BP         |
| Islamisk kalender    | 590 BH – 589 BH         |

## Begivenheder
- Apostelmødet i Jerusalem. Det første kirkelige 'topmøde' mellem Paulus og Apostlene.